# Changi RSAF
Changi RSAF (Maleis: Pangkalan Udara Changi (Timur), Chinees: 樟宜(东)空军基地, Tamil: சாங்கி வான்படைத் தளம் கிழக்கு) is een militaire vliegbasis in Singapore. Het is gelegen vlak bij Changi Airport, maar heeft wel een andere ICAO code. De vliegbasis beschikt over één start- en landingsbaan en ligt direct ten oosten van Changi Airport. RSAF staat voor Republic of Singapore Armed Forces.

## Geschiedenis
De oude vliegbasis lag aan de westzijde van de luchthaven.
Het vliegveld werd in 2006 aangelegd als een aanvulling voor Changi Airport, door de groei van passagiers, hierdoor kreeg de landingsbaan automatisch de naam 02R/20L. Het vliegveld wordt tot nu toe alleen gebruikt door de Singaporese Luchtmacht (RSAF).